# Augustin de Cantorbéry
Vous lisez un « bon article » labellisé en 2017.
Pour les articles homonymes, voir Saint Augustin (homonymie).
Augustin est un moine bénédictin mort entre 604 et 609. Chef de la mission envoyée pour convertir les Anglo-Saxons, il devient le premier archevêque de Cantorbéry en 597.
Prieur dans une abbaye de Rome, Augustin est choisi par le pape Grégoire le Grand pour prendre la tête de la mission grégorienne. Après son arrivée en Angleterre, en 597, il reçoit du roi Æthelberht l'autorisation de s'installer à Cantorbéry et de prêcher dans le royaume du Kent. Æthelberht lui-même finit par recevoir le baptême. Augustin établit des évêchés à Londres et Rochester en 604, et il est probable qu'il fonde également des écoles pour la formation d'un clergé local.
Augustin meurt à une date incertaine entre 604 et 609. Il est considéré comme « l'apôtre des Anglais » et l'un des fondateurs de l'Église anglaise. Son ministère est principalement connu grâce à l'Histoire ecclésiastique du peuple anglais de Bède le Vénérable, rédigée au début du VIIIe siècle. Il est vénéré comme saint et fêté le 26 (jour anniversaire de sa mort) ou le 27 mai.

## Contexte

Les peuples anglo-saxons en Angleterre au début du VIIe siècle.

Lorsque les légions romaines quittent la Grande-Bretagne en 410, l'île est déjà convertie au christianisme : elle envoie trois évêques au concile d'Arles en 314, et l'on sait qu'un évêque de Gaule y est envoyé en 396 pour régler des affaires disciplinaires. Elle est également la patrie de l'hérésiarque Pélage,. Les preuves matérielles témoignent de la présence croissante des chrétiens au moins jusqu'aux alentours de l'an 360.
Des tribus germaniques païennes s'installent en Grande-Bretagne à partir du Ve siècle, faisant disparaître les structures économiques et religieuses héritées de la période romaine. En occupant le sud de l'île, elles isolent les communautés chrétiennes de l'ouest, et une Église celtique s'y développe dès lors loin de l'influence papale, sous l'égide de missionnaires irlandais,. Cette église, organisée autour de monastères plutôt que d'évêchés, diverge de la tradition romaine, notamment en ce qui concerne le calcul de la date de Pâques et la forme prise par la tonsure des clercs. Bien que le christianisme ne disparaisse pas totalement des régions conquises par les Anglo-Saxons, comme en témoigne la survivance du culte d'Alban et la présence de l'affixe eccles (du latin ecclesia « église ») dans plusieurs toponymes, les chrétiens de ces régions ne semblent pas avoir cherché à convertir les Anglo-Saxons,.
À la fin du VIe siècle, le royaume du Kent, le plus proche du continent, est gouverné par Æthelberht, dont la femme, Berthe, est une princesse mérovingienne chrétienne. Lorsqu'elle traverse la Manche pour se marier, Berthe est accompagnée par l'évêque Létard, dont la présence était l'une des conditions posées à l'union. Selon certains historiens, Æthelberht, resté païen, serait à l'origine de l'envoi de missionnaires par le pape Grégoire le Grand,. Pour d'autres, l'initiative de la mission revient à Grégoire, mais ses raisons précises restent incertaines. Une anecdote rapportée par Bède le Vénérable explique que voir deux jeunes Angles sur le marché aux esclaves de Rome lui aurait insufflé la volonté de convertir leur peuple. Grégoire est certainement motivé par des raisons plus profondes, comme le désir de voir de nouvelles provinces reconnaître l'obédience romaine ou la possibilité d'exercer une influence sur le gouvernement du Kent. Il faut peut-être envisager cette mission comme une extension des efforts missionnaires de la papauté en direction des Lombards païens et ariens.
Le choix du Kent n'est sans doute pas uniquement lié à la religion de sa reine. À l'époque, il s'agit du royaume le plus puissant du sud-est de l'Angleterre : Bède indique qu'Æthelberht exerçait l'imperium au sud du Humber. Le Kent entretient également des relations commerciales solides avec les Francs chrétiens, qui sont susceptibles d'apporter leur appui à la mission. À en juger par la correspondance de Grégoire, les rois francs considèrent exercer une sorte de suzeraineté sur une partie du sud de l'Angleterre, et il est possible que Létard ne joue pas un rôle purement religieux, mais qu'il agisse comme un véritable représentant de l'Église franque. L'archéologie prouve que l'influence franque sur le Kent est également d'ordre culturel.

## Constitution de la mission
En 595, Grégoire le Grand choisit les moines qui doivent faire partie de la mission au Kent et demande à Augustin, le prieur de l'abbaye Saint-André à Rome, de prendre leur tête. Grégoire envoie également des lettres aux souverains mérovingiens Thierry II de Bourgogne et Thibert II d'Austrasie, ainsi qu'à leur grand-mère Brunehaut, pour leur demander de soutenir la mission ; par la suite, il envoie également une lettre de remerciements au roi de Neustrie Clotaire II pour son aide. Les évêques et rois francs accordent l'hospitalité aux missionnaires durant leur voyage ; ils leur fournissent également des interprètes et des prêtres pour les accompagner.
On ignore les raisons qui ont poussé Grégoire à choisir un simple moine comme Augustin pour diriger la mission. Dans une lettre à Æthelberht, il loue ses connaissances bibliques, ce qui implique un certain degré d'éducation. Augustin doit également être un administrateur compétent : en tant que prieur de l'abbaye Saint-André, c'est lui qui s'occupe des affaires courantes, puisque son abbé n'est autre que le pape Grégoire.
Augustin est suivi d'une quarantaine de compagnons, dont plusieurs moines. Peu après leur départ de Rome, les missionnaires s'arrêtent, effrayés par l'ampleur de la tâche qui leur est imposée. Ils renvoient Augustin auprès du pape, pour lui demander de leur permettre de rentrer. Grégoire refuse et renvoie Augustin auprès de ses compagnons avec des lettres les exhortant à poursuivre.

## Premiers succès

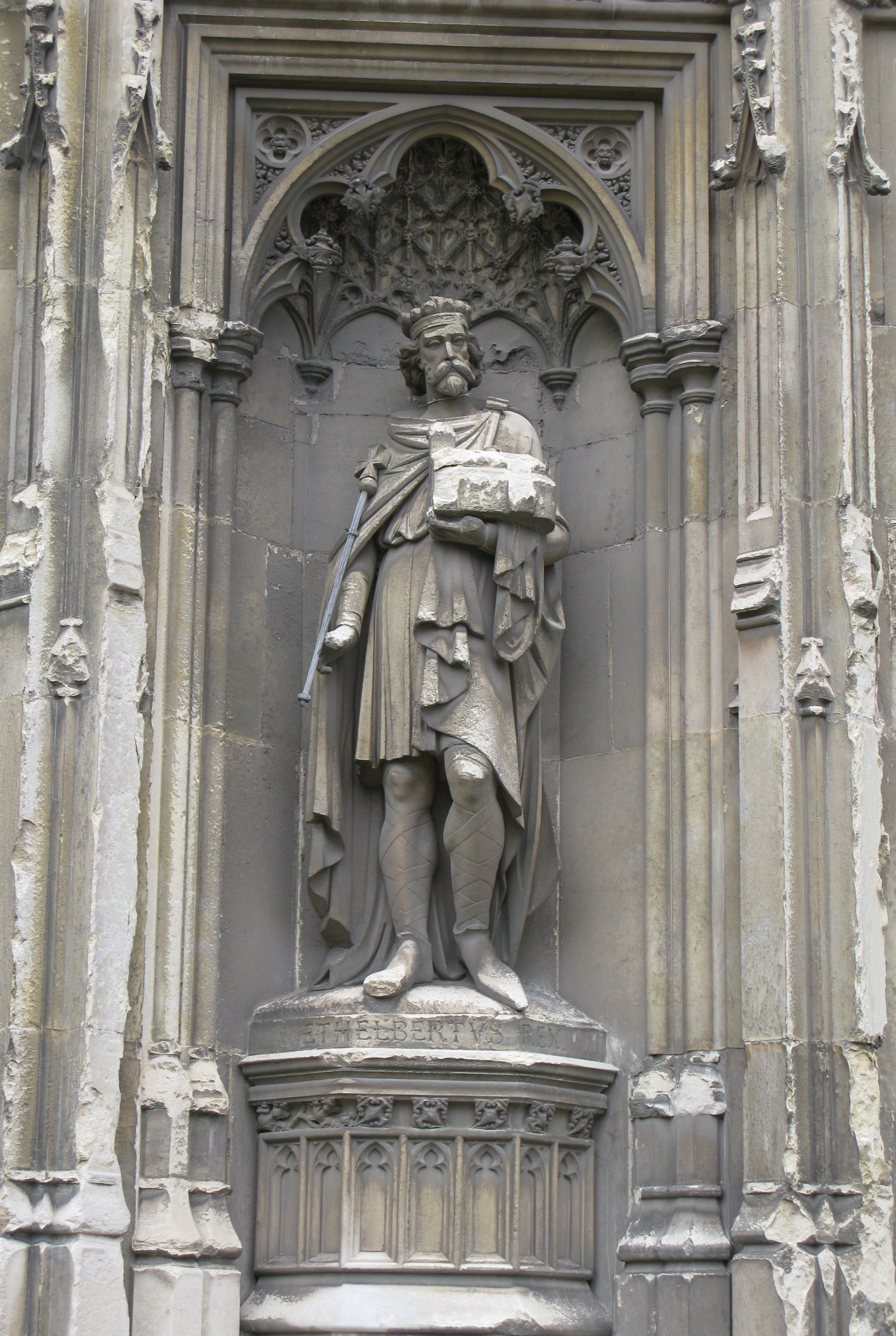
Statue d'Æthelberht à la cathédrale de Cantorbéry.

La mission grégorienne arrive au Kent en 597. Æthelberht leur permet de s'installer dans sa capitale de Cantorbéry et d'y prêcher, avant de se convertir lui-même au christianisme. On ignore la date exacte de son baptême, mais il a vraisemblablement eu lieu en 597, probablement à Cantorbéry. En effet, au mois de juin l'année suivante, Grégoire écrit au patriarche d'Alexandrie Euloge pour se féliciter des succès d'Augustin, qui aurait converti 10 000 païens. Bien que Grégoire ne mentionne pas le baptême d'Æthelberht, une conversion aussi massive (quand bien même le chiffre serait exagéré) n'aurait pu avoir lieu sans celle du roi,. Une tradition ultérieure, rapportée par le chroniqueur du XVe siècle Thomas Elmham, le situe le 2 juin 597, jour de la Pentecôte. Cette date n'est corroborée par aucune autre source, mais elle est tout à fait plausible. Quoi qu'il en soit, le baptême d'Æthelberht s'est de toute façon nécessairement produit avant 601. Il entraîne une réduction de l'influence franque sur le sud de l'Angleterre.
Augustin établit son siège épiscopal à Cantorbéry. On ne sait pas exactement quand ni où il a été sacré évêque. D'après Bède, c'est l'archevêque d'Arles Virgile qui l'aurait sacré après la conversion d'Æthelberht ; pourtant, les lettres de Grégoire lui donnent le titre d'évêque avant même son arrivée en Angleterre. Ayant étudié les différentes possibilités, l'historien R. A. Markus estime que le sacre d'Augustin s'est bien produit avant sa traversée de la Manche, mais que les sources ne permettent pas d'en préciser le lieu. Augustin fonde l'abbaye Saint-Pierre-et-Saint-Paul peu après son arrivée, sur des terres données par le roi. Bien qu'elle soit souvent considérée comme la première abbaye bénédictine hors d'Italie, rien ne permet d'affirmer qu'elle a suivi la règle de saint Benoît dès sa fondation.

## Développements ultérieurs

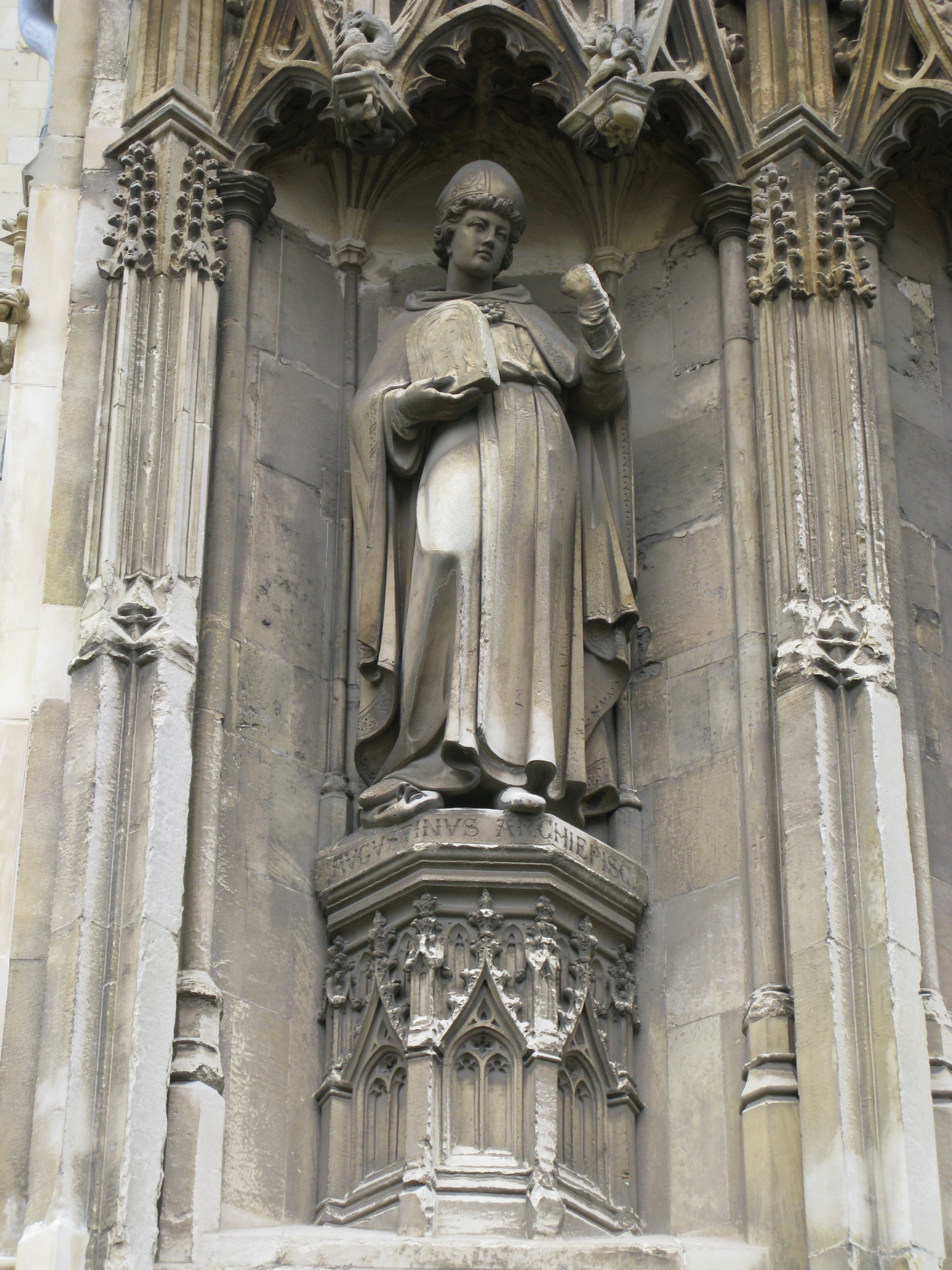
Statue d'Augustin à la cathédrale de Cantorbéry.

Assez rapidement, Augustin envoie deux moines de la mission à Rome : Laurent et Pierre sont chargés d'informer le pape des premières conversions et de lui demander conseil sur divers points de doctrine et d'administration de l'Église. La lettre d'Augustin et la réponse de Grégoire ont été préservées par Bède, qui les inclut dans le chapitre 27 de son Histoire ecclésiastique du peuple anglais, communément appelé Libellus responsionum, « le petit livre des réponses ».
En 601, Grégoire envoie une nouvelle vague de missionnaires en Angleterre, chargés de vases sacrés, de reliques et de livres, ainsi que d'un pallium pour Augustin. Symbole de l'autorité métropolitaine, ce pallium confère à Augustin le statut d'archevêque. Il est accompagné d'une lettre dans laquelle Grégoire demande à Augustin d'ordonner douze évêques suffragants dès que possible, et d'envoyer un évêque à York. Le pape envisage en effet de diviser l'île entre deux sièges métropolitains, l'un à York et l'autre à Londres, chacun d'eux ayant autorité sur douze évêques suffragants. En accord avec les projets de Grégoire, Augustin aurait dû transférer son siège de Cantorbéry à Londres, mais ce déplacement n'a jamais eu lieu, vraisemblablement parce que la ville de Londres ne relève pas d'Æthelberht : elle appartient au royaume d'Essex, sur lequel règne son neveu Sæberht,,. Augustin fonde néanmoins un évêché à Londres en 604, ainsi qu'un autre à Rochester. Il sacre leurs premiers titulaires, qui sont tous deux des membres de la deuxième vague de missionnaires : Mellitus à Londres et Juste à Rochester.
Bien qu'il n'en existe aucune trace, il est très vraisemblable qu'Augustin ait fondé des écoles au Kent en vue de former un clergé autochtone. Ces établissements sont en mesure d'envoyer des enseignants assister la mission en Est-Anglie quelques années après la mort d'Augustin. La liturgie introduite en Angleterre par l'archevêque correspond vraisemblablement à la liturgie latine en usage à Rome à l'époque.
Augustin ne parvient pas à étendre son autorité sur les chrétiens du pays de Galles et de Domnonée, bien que le pape les enjoigne de reconnaître sa supériorité. D'après Bède, les chrétiens des pays celtiques considèrent Augustin avec méfiance, et leur rejet aurait eu pour origine une bévue diplomatique de sa part. En 603, Augustin et Æthelberht convoquent les évêques bretons à une réunion au sud de la Severn. Augustin ne se serait pas levé à l'entrée de ces évêques, qui auraient alors refusé de le reconnaître comme archevêque. Au-delà de cette anecdote, le désaccord entre le clergé local et Augustin peut également s'expliquer par les différences profondes qui séparent le christianisme romain de celui pratiqué en Grande-Bretagne sur des questions telles que la tonsure des clercs et le calcul de la date de Pâques, mais également l'ascétisme, la mission ou l'organisation hiérarchique de l'Église. C'est peut-être l'ignorance des pratiques locales de la part d'Augustin qui a empêché tout accord entre les deux parties. À cela s'ajoute la dimension politique de l'affaire : Augustin est le protégé d'un roi anglo-saxon à une époque où les royaumes germaniques, en particulier la Mercie et le Wessex, s'étendent vers l'ouest au détriment des Bretons.

## Mort et postérité

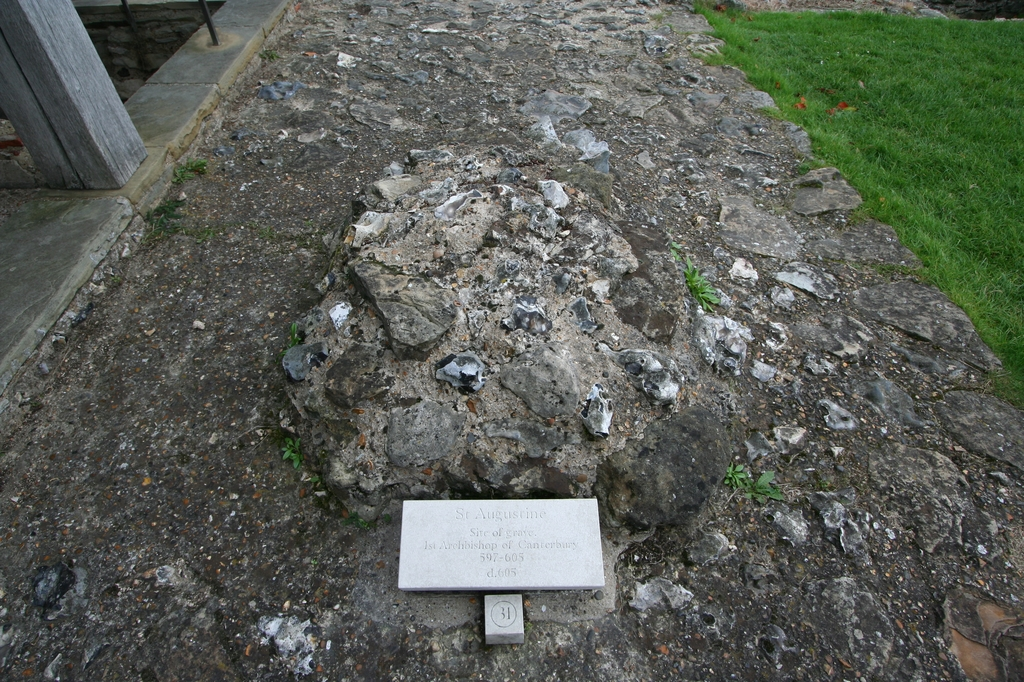
La première tombe d'Augustin à Cantorbéry, dans les ruines de l'abbaye qu'il a fondée.

Augustin sacre son successeur Laurent avant de mourir, probablement pour que la passation de pouvoir se fasse sans heurt. À sa mort, survenue un 26 mai entre 604 et 609, les efforts de la mission grégorienne n'ont guère dépassé les frontières du Kent. Néanmoins, ses efforts marquent le début d'une christianisation plus active des îles Britanniques, là où les chrétiens irlandais et gallois ne s'étaient pas efforcés de convertir les envahisseurs anglo-saxons au christianisme. C'est ainsi lui et ses successeurs qui permettent l'implantation définitive de cette religion en Grande-Bretagne,. Son exemple inspire par la suite les missionnaires anglo-saxons qui retournent sur le continent à partir de la fin du VIIe siècle pour convertir les peuples encore païens du royaume franc,.
Le corps d'Augustin est tout d'abord inhumé dans le portique de l'abbaye qu'il a fondée à Cantorbéry et qui prend par la suite son nom. Son culte est promu avec ardeur après la conquête normande de l'Angleterre, et le 13 septembre 1091, ses restes sont déplacés dans une nouvelle tombe, située dans une chapelle axiale de l'abbaye. Cette translation s'inscrit dans le contexte de rivalités entre l'abbaye Saint-Augustin et le prieuré de la cathédrale de Cantorbéry, l'abbé Wido cherchant à accroître le prestige de son monastère. Le moine Goscelin rédige également une hagiographie d'Augustin vers 1090. Son œuvre n'apporte guère de nouvelles informations biographiques, mais inclut quantité de miracles, et des discours imaginaires. Les chroniqueurs médiévaux continuent à broder sur ce thème dans les siècles qui suivent : Guillaume de Malmesbury attribue à Augustin la fondation de l'abbaye de Cerne, une chronique du XIVe siècle (peut-être rédigée par John Brompton) inclut de fausses lettres d'Augustin, et divers auteurs l'utilisent comme personnage dans leurs romans courtois. Son nom figure également en bonne place dans les liturgies scandinaves médiévales.
Durant la Réforme anglaise du XVIe siècle, la tombe d'Augustin est détruite et ses reliques perdues. Un nouveau lieu de culte est rétabli à Ramsgate en mars 2012,. À quelques kilomètres de là, dans le hameau d'Ebbsfleet, à Thanet, se dresse la croix de saint Augustin, érigée en 1884 à l'endroit supposé du débarquement d'Augustin. Augustin est également le saint patron de l'Ordinariat personnel Notre-Dame de la Croix du Sud, en Australie.